# Philipp Otto von Grumbkow
Philipp Otto von Grumbkow (* 12. Mai 1684 in Berlin; † 26. August 1752 in Lupow) war ein preußischer Staatsmann in Pommern.

## Herkunft
Er stammte aus dem pommerschen Adelsgeschlecht Grumbkow. Sein Vater Joachim Ernst von Grumbkow (* 1637; † 1690) war brandenburgischer Geheimer Rat. Seine Mutter Gertrude Sophie (* 1655; † 1693) war eine Tochter des Geheimen Rates Otto von Grote.
Zwei seiner Brüder machten Karriere beim Militär: Friedrich Wilhelm von Grumbkow (* 1678; † 1739) stieg in der preußischen Armee bis zum Generalfeldmarschall auf. Friedrich Ludwig von Grumbkow (* 1683; † 1745) wurde in der sächsischen Armee Generalleutnant und Kommandant der Festung Sonnenstein.

## Werdegang
Philipp Otto von Grumbkow war ab 1697 an der Universität Frankfurt (Oder) eingeschrieben. Danach stand er in polnischem Militärdienst, zuletzt als Obrist und Regimentskommandeur.
1712 wechselte Grumbkow  in preußische Dienste. 1713 wurde er Regierungsrat bei der Pommerschen Regierung in Stargard. Der Aufgabenkreis der Regierung beschränkte sich im Wesentlichen auf die Rechtsprechung und auf Kirchen- und Schulangelegenheiten. Später erhielt Grumbkow den Titel eines Geheimen Rates. 1718 wurde er Oberhauptmann der Lande Lauenburg und Bütow. 1720 wurde er zudem Vizekanzler von Hinterpommern, dann 1721 Kanzler. 1723 wurde er ferner der erste Präsident der neugebildeten Pommerschen Kriegs- und Domänenkammer. Im selben Jahr verlegten Regierung und Kammer von Stargard nach Stettin, das Preußen 1720 im Frieden von Stockholm erworben hatte. In Stettin wurde Grumbkow allmählich zum Oberpräsidenten aller Provinzialbehörden der Provinz Pommern. 1730 erhielt er den Titel eines Geheimen Etatsrates. 1739 verlieh ihm der preußische König Friedrich Wilhelm I. den Orden vom Schwarzen Adler.
Grumbkow gab sein Amt als Präsident der Pommerschen Kriegs- und Domänenkammer 1742 ab; neuer Kammerpräsident wurde der bisherige Kammerdirektor Georg Wilhelm von Aschersleben. 1747 erhielt er aus Altersgründen den Abschied von seinen übrigen Ämtern, insbesondere als Präsident der Pommerschen Regierung. Das Amt als Oberhauptmann von Lauenburg und Bütow behielt er indes bis 1750. Er gehörte seit 1742 den Freimaurern an.
In Stettin erbaute sich Grumbkow am Roßmarkt von 1723 bis 1726 ein stattliches Palais. Für diesen Bau erhielt er finanzielle Unterstützung durch König Friedrich Wilhelm I., die Pläne stammten vom preußischen Generalmajor und Chef des Ingenieurkorps Peter von Montargues, ab 1724 wirkte der Oberbaudirektor Philipp Gerlach am Bau. Das Palais, nach seinen späteren Besitzern Witzlowsches Haus genannt, wurde 1890 abgebrochen, um einem Gebäude der Nationalversicherung Platz zu machen.
Grumbkow war Erbherr auf den hinterpommerschen Gütern Lupow, Runow, Zechlin, Varzmin und Darsow. Er starb 1752 auf seinem Gut Lupow.

## Ehen und Nachkommen
Grumbkow heiratete in erster Ehe am 25. September 1716 Ernestine Lucie Freiin von Danckelmann (* 24. März 1692; † 29. Dezember 1719). Das Paar hatte folgende Kinder:
- Charlotta Philippina (* 23. Dezember 1717; † 9. September 1741)
- Ernestina Carolina Friederica (* 23. Dezember 1718; † 2. März 1799) ⚭ Friedrich Wilhelm von Eickstedt-Peterswald (1703–1772)

In zweiter Ehe heiratete er Henrietta Scholastika von Schlabrendorff, die Tochter von Otto Christian von Schlabrendorff und der Ida Elisabeth von Carnitz.
- Philipp Wilhelm (* 23. Juni 1711; † 21. September 1778) ⚭ Albertine Louise Gertrud von Gessler (* 1719), Tochter von GFM Friedrich Leopold von Geßler
- Marie Henriette (* 23. Juni 1711; † 25. März 1762) ⚭ Johann Philipp von Beust (1706–1776)[5]

In dritter Ehe heiratete er Anna Augusta, eine geborene von Münchow und verwitwete von Kochanski.